# Cubal (Angola)
Cubal ist eine Stadt und ein Landkreis in Angola.

## Geographie
Die Stadt befindet sich rund 150 km östlich der Stadt Benguela und 200 km westlich von Huambo, dem ehemaligen Nova Lisboa. In ihr vereinigen sich die beiden Flüsse Cubal da Hanha und  Cubal da Ganda, die ihr auch ihren Namen geben. In der Gegend gibt es zahlreiche Sisal-Felder, die im 20. Jahrhundert eine bedeutende Rolle spielten, weil Sisal in großen Mengen exportiert wurde.

## Geschichte
Der eigentliche Ort wurde 1912 unter portugiesischer Kolonialherrschaft gegründet, nachdem 1908 mit der Benguelabahn die Eisenbahn hier angekommen war. Cubal blieb eine Ortschaft im Kreis Ganda, bis sie zum 23. Januar 1968 zur Kleinstadt (Vila) erhoben und Sitz eines eigenen Kreises wurde.

## Verwaltung
Cubal ist Sitz des gleichnamigen Kreises (Município) der Provinz Benguela. Der Kreis umfasst 4794 km² und hat 306.000 Einwohner (Schätzung 2014), nach 252.000 Einwohnern drei Jahre zuvor (Schätzung 2011). Gesicherte Daten zur Bevölkerung lieferte erstmals seit 1970 die Volkszählung 2014.
Im Norden grenzt Cubal an den Kreis Bocoio, im Osten an Ganda, im Süden an Chongorói, und im Westen an Caimbambo.
Bis zur Gebietsreform 2024 gehörten vier Gemeinden (Comunas) zum Kreis Cubal:
- Capupa
- Cubal
- Tumbulo
- Yambala

Seither besteht der Kreis nur aus der gleichnamigen Gemeinde.

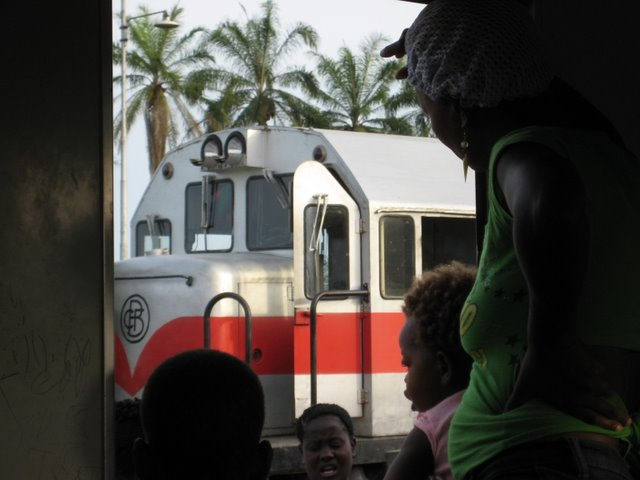
An der Benguelabahn, den Caminhos de Ferro de Benguela (CFB)

## Verkehr
Die Benguelabahn erreichte Cubal 1908. 1974 wurde eine neue Variante eingeweiht, die Cubal mit der Hafenstadt Lobito verband, was die Entfernung von 197 auf 153 km verkürzte. Nach vielen Jahren Unterbrechung wurde diese Variante 2004 wieder eingeweiht. Gegenwärtig fahren drei Züge pro Woche.

## Söhne und Töchter der Stadt
- Emílio Sumbelelo (* 1964), katholischer Geistlicher, Bischof von Viana.